# On the Floor
"On the Floor"  je pjesma američke pjevačice Jennifer Lopez. Objavljena je kao drugi službeni singl sa sedmog studijskog albuma Love?. Pjesmu su pisali Bilal Hajji, Kinda Hamid, Gonzalo G. Hermosa, Gonzalo U. Hermosa, Achraf Janussi, Armando Perez, Geraldo Sandell, dok je RedOne bio zadužen za produkciju. Pjesma svojim stilom pripada dance-popu, electropopu, houseu. Singl ugušćuje američkog repera Pitbulla. 
"On the Floor" je prvi singl Jennifer Lopez u izdavačkoj kući Island Def Jam Music, nakon što je završila desetogodišnju suradnju s Epic Recordsom. Također je prvi singl s albuma koji je izdan pod izdavačkom kućom Island, i drugi je put da Lopez i Pitbull sarađuju na pjesmi. Prvu suradnju su ostvarili na promotivnom singlu s Love?, "Fresh Out The Oven". "On the Floor" je imao radijsku premijeru 18. siječnja 2011. u radio emisiji On Air With Ryan Seacrest na KISS-FM-u. Pjesma je kao singl izdana 11. veljače 2011.
Nakon objavljivanja, pjesma je postala najuspješniji singl Jennifer Lopez u osam godina, nakon što je dostigao prvo mjesto u devet zemalja i Top 5 u mnogim drugim.

## Pozadina
Lopez je počela raditi na svom sedmom studijskom albumu 'Love? krajem 2007.  Kasnije je, pod izdavačkom kućom Epic Records izdala singl "Louboutins", pjesmu koju su napisali The-Dream i Tricky Stewart, kao glavni singl s albuma . Ipak,pjesma nije uspjela postati hit, iako je dostigla prvo mjesto na listi Hot Dance Club Play. Lopez je kasnije završila suradnju s Epic Records,i s novom izdavačkom kućom će završiti svoj album. Nakon što je potpisala ugovor s Island Def Jam Music Group, Lopez radi s producentima The-Dream i Tricky Stewart, kao i s RedOneom, producentom s kojim prije nije radila. 16. siječnja 2011. nezavršeni dio pjesme je procurio na sajtu Rap-Up.com. Na pjesmi, Lopez i Pitbull drugi put surađuju, prvi put je to bilo na "Fresh Out The Oven", promocionalnom dance singlu.

## Kompozicija
"On the Floor" je dance-pop i electropop pjesma s elementima electrohouse glazbe. Pjesma uključuje dio pjesme "Lambada" od benda Kaoma.
Neki kritičari su pjesmu usporedili s Lopezinim hit singlom "Waiting for Tonight", drugi s njenim debitanskim singlom "If You Had My Love".

## Uspjeh na top listama
12. veljače 2011. "On the Floor" se prvi put plasirao na glazbenu listu singlova i to na onu u Kanadi na poziciji 86.  Kasnije singl se penje na prvo mjesto, i tako postaje njen četvrti br.1 singl nakon "If You Had My Love" (1999), "Love Don't Cost a Thing" (2001) i "Jenny from the Block" (2002). Singl je također debitavao na 16. poziciji slovačke liste, i 78. poziciji češke liste. U Australiji singl debituje na desetoj poziciji; tako postajući Lopezin prvi top 10 singl još od 2005 i singla "Get Right". Kasnije dostiže prvu poziciju, tako postajući Lopezin drugi broj 1 singl u toj državi, prvi je onaj iz 1999 "If You Had My Love".
Nakon objave diljem svijeta "On the Floor" ušao je u top 5 u listama u Finskoj i Španjolskoj. U Francuskoj je singl debitirao na prvom mjestu. 3. travnja, "On the Floor" je debitovao na prvom mjestu liste u Ujedinjenom Kraljestvu. Tako postaje njen treći broj 1 singl (nakon "Love Don't Cost a Thing" (2001) i "Get Right" (2005). U toj zemlji, singl se do sada prodao u rekordnih 130.000 kopija.
U SAD-u, "On the Floor" je debitovao na devetom mjestu Billboard Hot 100. Pjesma je također prva pjesma da debituje u top 10 i da se u sljedećem tjednu pozicira na višu poziciju. Također, pjesma dostiže vrh liste Hot Dance Club Play, tako postajući drugi broj 1 singl s albuma, a peti uopće.

## Videospot
Videospot za "On the Floor" je sniman 23. i 24. siječnja 2011. TAJ Stansberry je režiser, a Frank Gatson koerograf spota. 
Videospot počinje kad Lopez stiže u klub u crnom BMW-u. Kad glazba počne, Lopez stavlja par Swarovski naušnica. U jednoj sceni, Lopez igra dominatnu kraljicu zabave koja gleda s balkona. U drugoj, Lopez pleše u crnim hlačama i bikini top. Video-spot pjesme je dobio pozitivne kritike. Za dva tjedna, spot za pjesmu je pogledan 30 milijuna puta na YouTube-u. Do 17. travnja, spot je pogledan 100 milijuna puta.

## Top liste
| Top liste (2011.)                     | Najviša pozicija |
| ------------------------------------- | ---------------- |
| Australija (ARIA)                     | 1                |
| Austrija (Ö3 Austria Top 75)          | 2                |
| Belgija (Flandarija) (Ultratop 50)    | 1                |
| Belgija (Valonija) (Ultratop 40)      | 1                |
| Kanada (Canadian Hot 100)             | 2                |
| Česka Republika (IFPI)                | 4                |
| Danska (Tracklisten)                  | 5                |
| Francuska (SNEP)                      | 1                |
| Finska (Suomen virallinen lista)      | 1                |
| Njemačka (Media Control AG)           | 6                |
| Grčka (IFPI Greece)                   | 1                |
| Irska (IRMA)                          | 2                |
| Italija (FIMI)                        | 1                |
| Nizozemska (Mega Single Top 100)      | 4                |
| Novi Zeland (RIANZ)                   | 3                |
| Norveška (VG-lista)                   | 1                |
| Rumunjska (UPFR)                      | 1                |
| Škotska (The Official Charts Company) | 1                |
| Slovenija (IFPI)                      | 1                |
| Španjolska (PROMUSICAE)               | 1                |
| Švedska (Sverigetopplistan)           | 2                |
| Švicarska (Media Control AG)          | 2                |
| UK (The Official Charts Company)      | 1                |
| UK R&B (The Official Charts Company)  | 1                |
| USA (Billboard Hot 100)               | 5                |
| USA (Hot Dance Club Songs)            | 1                |
| USA (Pop Songs)                       | 18               |